# Río Jueyes
Río Jueyes es un barrio ubicado en el municipio de Salinas en el estado libre asociado de Puerto Rico. En el Censo de 2010 tenía una población de 3.360 habitantes y una densidad poblacional de 71,54 personas por km².

## Geografía
Río Jueyes se encuentra ubicado en las coordenadas 18°0′12″N 66°19′13″O / 18.00333, -66.32028. Según la Oficina del Censo de los Estados Unidos, Río Jueyes tiene una superficie total de 46.97 km², de la cual 37.29 km² corresponden a tierra firme y (20.6%) 9.68 km² es agua.

## Demografía
Según el censo de 2010, había 3.360 personas residiendo en Río Jueyes. La densidad de población era de 71,54 hab./km². De los 3.360 habitantes, Río Jueyes estaba compuesto por el 61.79% blancos, el 20.86% eran afroamericanos, el 0.98% eran amerindios, el 0.24% eran asiáticos, el 12.44% eran de otras razas y el 3.69% pertenecían a dos o más razas. Del total de la población el 98.96% eran hispanos o latinos de cualquier raza.